# Bibliothèque Kaiser
La Bibliothèque Kaiser  (ou Kaiser Library, également Keshar Library)) est une importante collection privée de livres et musée créé au début du XXe siècle par Kaiser Shumsher Jung Bahadur Rana. Rassemblée et occupant deux étages du "Palais Kaiser" (Kaiser Mahal) à Katmandou (Népal), cette première bibliothèque moderne du Népal fut léguée à la nation en 1968. Ouverte au public, elle est aujourd’hui gérée par le ministère de l’éducation nationale.

## Histoire

### Bibliothèque privée
En 1908 Kaiser Shumsher (1892-1964) accompagne son père, le premier ministre du Népal, Chandra Shumsher (Rana) en visite en Angleterre. Il y est impressionné par les bibliothèques privées qu’il visite et le British Museum (comprenant la Bibliothèque nationale) et surtout par la manière dont ces collections sont systématiquement organisées. Il devient lui-même un collectionneur de livres, et manuscrits.
Il ramène d’Angleterre un grand nombre de livres et développe sa bibliothèque personnelle en se faisant envoyer publications et écrits divers. Il s’intéresse également aux antiquités, trophées d’animaux, œuvres d’art, et photographies. Sa bibliothèque, la première bibliothèque moderne au Népal, est en fait également un petit musée ou ‘cabinet de curiosités’.  Cette passion de Kaiser Shumsher Rana est d’autant plus remarquable que la dynastie des Ranas, au Népal, avait peu d’intérêt pour l’érudition et ne contribua guère à la vie intellectuelle et académique du pays. 
À la mort de Kaiser Shumsher Rana (en 1964) la bibliothèque comptait 28000 livres et documents, la grande majorité en anglais (95%) mais également en sanskrit, Hindi et Népali. Ils couvrent tous les domaines de la connaissance: philosophie, religion, littérature, astronomie, médecine, histoire, sciences sociales, science militaire et même chasse et jardinage. Parmi les documents: des photos anciennes, dessins et peintures, cartes géographiques anciennes, manuscrits religieux, et articles de journaux.  
La bibliothèque était privée et seuls les membres de sa famille et des personnalités et chercheurs connus y avaient accès. Le pandit Jawaharlal Nehru, premier ministre de l’Inde, la visita en 1952 et 1960. Le journaliste-explorateur Perceval Landon et l’orientaliste Sylvain Lévi l’utilisèrent pour leurs recherches également. 

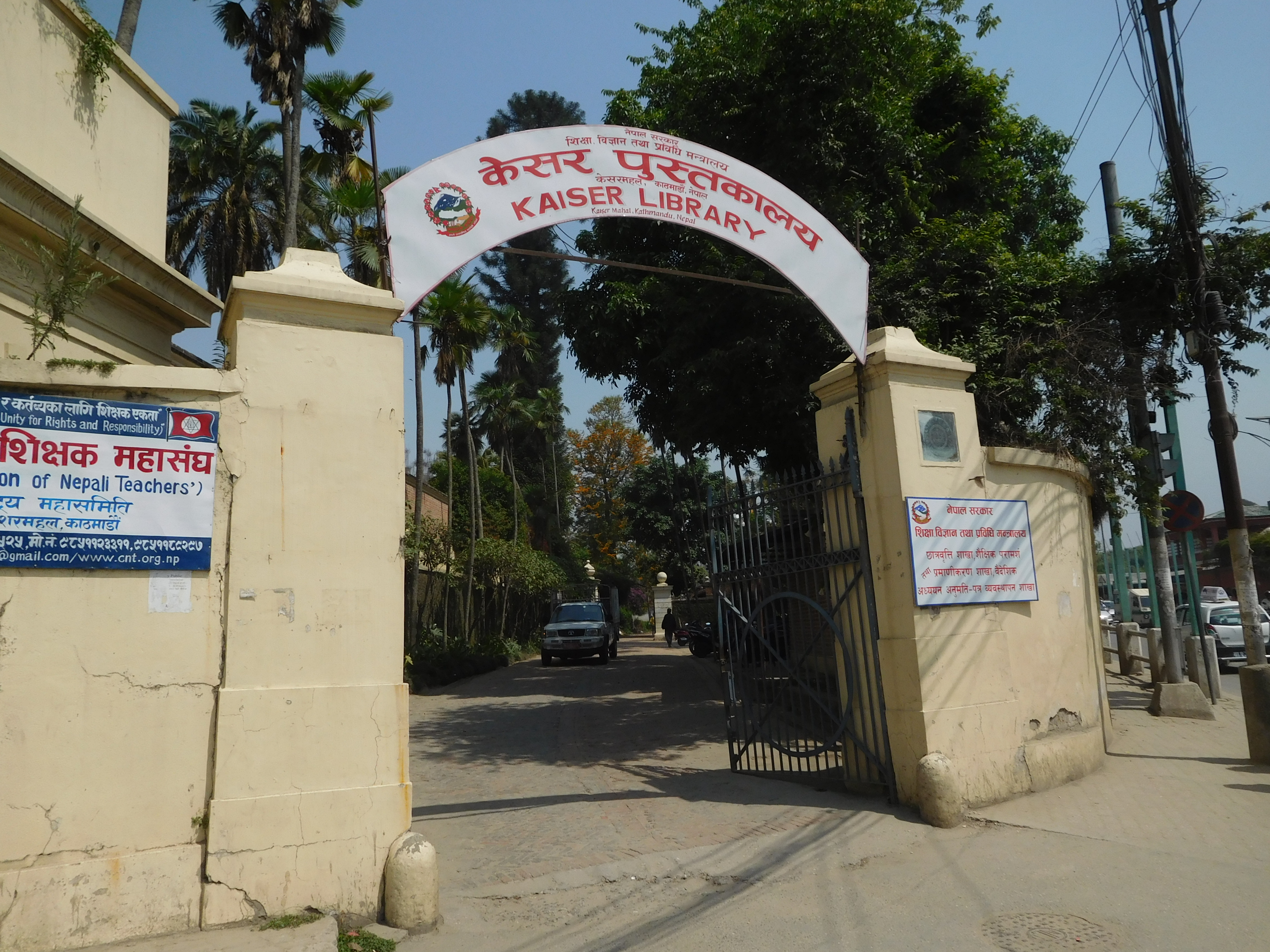
Entrée de la bibliothèque (Katmandou)

### Bibliothèque publique
À sa mort Kaiser Shumsher légua son palais (le 'Kaiser Mahal'), avec le domaine de 34 ropanies (près de 2 hectares) et bibliothèque-musée à la nation. Ce fut formalisé le 11 septembre 1968 lors d’une cérémonie à laquelle participèrent la veuve de Kaiser Shumsher et ses deux fils. La bibliothèque est depuis lors gérée par le ministère de l’éducation nationale et officiellement ouverte au public.  
Préservant séparément la ‘collection Kaiser’ la bibliothèque s’est enrichie, à partir de 1970, et compte plus de 60000 livres et reçoit un grand nombre de périodiques (43 titres de journaux et revues étrangères). Elle reçoit de nombreux visiteurs : enseignants, étudiants, chercheurs, membres du civil service et autres.
La bibliothèque Kaiser n'est pas à confondre avec la Bibliothèque nationale du Népal, fondée en 1957 à Pulchowk, Patan (Katmandou), qui est le dépôt légal de tout livre ou imprimé au Népal.  Fortement endommagée lors du séisme de 2015, la bibliothèque nationale est fermée depuis trois ans (en 2018). 

### Après leséisme de 2015
Le palais Kaiser fut sérieusement endommagé par le séisme qui secoua la vallée de Katmandou le 25 avril 2015. Étant donné l’état fragilisé du bâtiment, la ‘collection Kaiser’ se trouvant à l’étage fut transférée dans les salons du rez-de-chaussée. La bibliothèque reste ouverte au public, mais l’entassement des tableaux, sièges, et autres antiquités du musée en un espace restreint lui ont enlevé tout le charme d’une bibliothèque princière du XIXe siècle. La bibliothèque qui recevait quelque 250 visiteurs par jour avant le séisme n'en recoit plus qu'une trentaine. Le ministère de l’éducation nationale s’est installé ailleurs, et le Palais Kaiser devrait être réhabilité ou reconstruit.